# 周書
『周書』（しゅうしょ、繁体字: 周書; 簡体字: 周书; 拼音: Zhōu Shū; ウェード式: Chou-shu）は、唐の令狐徳棻らが太宗の勅命によって撰した紀伝体の断代史で、二十四史の一つである。西魏、北周両朝の歴史を記録した正史である。『北周書』（ほくしゅうしょ）、『後周書』（こうしゅうしょ）とも呼ぶ。50巻、636年（貞観10年）に完成した。

## 成立
秘書丞であった令狐徳棻は、高祖李淵の武徳中（618年 - 627年）に、未撰修であった北斉・北周・梁・陳・隋の五朝の正史の編纂を上表した。高祖は詔して諸臣に論議させたが、結局完成には至らなかった。628年（貞観2年）に、房玄齢を最高責任者の総監とする五朝史編纂事業が始まり、完成に至るが、本書はその一つである。史論部分は、岑文本によると言われている。
本書の基づいた資料は、隋の牛弘が書いた国史（未完成）18巻等とされている。本紀は西魏の宰相であった宇文泰に始まり、北周5帝の本紀が続く。列伝は皇后列伝に始まり、宗室や諸臣の列伝が続き、最後に儒林・孝義・芸術などの伝目が立てられる。外国伝を「異域伝」と称している点が、他の正史とは異なっている。また、巻48には、江陵に樹立された傀儡政権である後梁の記録が見られる。

## 評価
本書が依拠した牛弘らの諸書は、西魏・北周系の流れを受けた隋人の手になるものであり、北周にとって都合の悪い記事を避け、曲筆が多かったとされる。令狐徳棻は唐朝の臣下であるのに、牛弘らの曲筆を踏襲しているとして、後世批判されている。
『魏書』や『北斉書』と同様に、本書も唐・宋の何れかの時期に散逸したため、北宋の仁宗代に校訂が行われたが、また散逸し、後の人が『北史』などによって補っている。最初、その後補部分には校語をつけていたが、それも、後には不明になってしまった。『二十二史考異』では、史臣論の部分が欠落する巻24・26・31-33が原本では無いと述べられ、巻31-32は『北史』を丸写ししたものであり、巻33は少し異同が存し、巻24・26は『北史』とも相違すると述べている。また、その他の部分にも誤脱や欠落が少なくないという。

## 内容

### 帝紀
1. 帝紀第一 - 文帝上
2. 帝紀第二 - 文帝下
3. 帝紀第三 - 孝閔帝
4. 帝紀第四 - 明帝
5. 帝紀第五 - 武帝上
6. 帝紀第六 - 武帝下
7. 帝紀第七 - 宣帝
8. 帝紀第八 - 静帝

### 列伝
1. 列伝第一 皇后 - 文帝元皇后・叱奴皇后・孝閔帝元皇后・明帝独孤皇后・武帝阿史那皇后・李皇后・宣帝楊皇后・朱皇后・陳皇后・元皇后・尉遅皇后・静帝司馬皇后
2. 列伝第二 - 邵恵公顥・杞簡公連・莒荘公洛生・虞国公仲
3. 列伝第三 - 晋蕩公護・叱羅協・馮遷
4. 列伝第四 - 斉煬王憲
5. 列伝第五 - 文閔明武宣諸子
6. 列伝第六 - 賀抜勝・賀抜允・賀抜岳・侯莫陳悦・念賢
7. 列伝第七 - 寇洛・李弼・李暉・李曜・于謹
8. 列伝第八 - 趙貴・独孤信・侯莫陳崇
9. 列伝第九 - 梁禦・若干恵・怡峯・劉亮・王徳
10. 列伝第十 - 王羆・王慶遠・王述・王思政
11. 列伝第十一 - 達奚武・侯莫陳順・豆盧寧・豆盧永恩・宇文貴・楊忠・王雄
12. 列伝第十二 - 王盟・王勵・王懋・賀蘭祥・尉遅綱・叱列伏亀・閻慶
13. 列伝第十三 - 尉遅迥・王謙・司馬消難
14. 列伝第十四 - 周恵達・楊寛・楊鈞・柳慶・柳機・柳弘
15. 列伝第十五 - 蘇綽・蘇椿
16. 列伝第十六 - 盧弁
17. 列伝第十七 - 李賢・李遠・李基
18. 列伝第十八 - 長孫倹・長孫紹遠・斛斯徴
19. 列伝第十九 - 赫連達・韓果・蔡祐・常善・辛威・厙狄昌・田弘・梁椿・梁台・宇文測
20. 列伝第二十 - 史寧・陸騰・賀若敦・権景宣・郭賢
21. 列伝第二十一 - 王傑・王勇・宇文虬・宇文盛・耿豪・高琳・李和・伊婁穆・楊紹・王雅・達奚寔・劉雄・侯植
22. 列伝第二十二 - 竇熾・竇善・于翼
23. 列伝第二十三 - 韋孝寛・韋敻・梁士彦
24. 列伝第二十四 - 申徽・陸通・柳敏・盧柔・唐瑾
25. 列伝第二十五 - 厙狄峙・楊薦・趙剛・王慶・趙昶・王悦・趙文表
26. 列伝第二十六 - 趙善・元定・楊𢷋・裴寛・楊旉
27. 列伝第二十七 - 鄭孝穆・崔謙・崔猷・裴侠・薛端・薛善
28. 列伝第二十八 - 鄭偉・楊纂・段永・王士良・崔彦穆・令狐整・司馬裔・裴果
29. 列伝第二十九 - 寇儁・韓褒・趙粛・徐招・張軌・李彦・郭彦・裴文挙
30. 列伝第三十 - 蘇亮・蘇湛・柳虯・呂思礼・薛憕・薛寘・李昶・元偉
31. 列伝第三十一 - 韋瑱・梁昕・皇甫璠・辛慶之・辛昂・王子直・杜杲
32. 列伝第三十二 - 尉遅運・王軌・宇文神挙・宇文孝伯・顔之儀・楽運
33. 列伝第三十三 - 王褒・庾信
34. 列伝第三十四 - 蕭撝・蕭世怡・蕭円粛・蕭大圜・宗懍・劉璠・柳霞
35. 列伝第三十五 - 李延孫・韋祐・韓雄・陳忻・魏玄
36. 列伝第三十六 - 泉企・李遷哲・楊乾運・扶猛・陽雄・席固・任果
37. 列伝第三十七 儒林 - 盧誕・盧光・沈重・樊深・熊安生・楽遜
38. 列伝第三十八 孝義 - 李棠・柳檜・杜叔毗・荊可・秦族・皇甫遐・張元
39. 列伝第三十九 芸術 - 冀儁・蔣昇・姚僧垣・黎景熙・趙文深・附衛元嵩・褚該
40. 列伝第四十 - 蕭詧
41. 列伝第四十一 異域上 - 高麗・百済・蛮・獠・宕昌・鄧至・白蘭・氐・稽胡・庫莫奚
42. 列伝第四十二 異域下 - 突厥・吐谷渾・高昌・鄯善・焉耆・亀茲・于闐・嚈噠・粟特・安息・波斯